# Descenso infinito
En matemáticas y en teoría de la demostración, el descenso infinito es un método para demostrar una afirmación sobre números naturales, consistente en decir que ninguno de los números naturales de un cierto subconjunto satisface cierta propiedad. En términos formales el descenso infinito es un método de demostración para probar rigurosamente una proposición de la forma:

{\displaystyle \forall n\in A\subset \mathbb {N} :\ \neg P(n)}

Donde:
{\displaystyle \forall } es el cuantificador universal, léase "para todo".
{\displaystyle A\subset \mathbb {N} } es un cierto subconjunto de los números naturales, que puede coincidir de hecho con el propio conjunto de los números naturales.
{\displaystyle \neg } es el conector negativo "no".
{\displaystyle P(\cdot )\,} es un predicado unario, que sirve para afirmar algo de un determinado número natural.

## Introducción
El método del descenso infinito fue introducido por el matemático Pierre de Fermat en el siglo XVII. El método se basa a su vez en el axioma de que el conjunto de los números naturales es un conjunto bien ordenado. La buena ordenación implica que:

Si existe un n tal que P(n) sea verdadera, entonces, existe un elemento mínimo x dentro de N tal que P(x) es verdadera.

Tras demostrar que no existe dicho número definiendo una y a partir de x tal que y sea un número natural (según la estructura que nos provee la aseveración) y además que se tenga y < x, luego que la prueba de lugar arrojara que se puede hacer lo mismo con y (definir una z de manera análoga a lo antedicho), etc., lo cual deja en una condición de descenso infinito, por ende, se demuestra que no existe tal x, entonces, como el principio del buen ordenamiento es una condición necesaria en el conjunto de las supuestas n que hacen a P(n) verdadera y como el descenso infinito prueba que el principio del buen ordenamiento falla, se concluye que no existe n que satisfaga la proposición P.

## Equivalencia
- Cabe mencionar que Pierre de Fermat, en muchas de sus demostraciones,  acudió al "método del descenso infinito" (descente infinie) que no es otra cosa que el principio de buena ordenación (todo conjunto no vacío de números naturales posee un número mínimo).[1] Precisamente, usó el MDI para mostrar  su "famoso teorema" para n = 4.

- EL MDI puede enunciarse aproximadamente así: Si, suponiendo que un problema admite una solución entera n > 0, deducimos que posee una solución entera n' > 0, n' < n, entonces el problema no admite soluciones enteras positivas.[1]